# Maria regina d'Inghilterra
Maria, regina d'Inghilterra è un'opera in tre atti di Giovanni Pacini su libretto di Leopoldo Tarantini. La prima rappresentazione ebbe luogo al Teatro Carolino di Palermo l'11 febbraio 1843.
L'opera ebbe un considerevole successo alla prima rappresentazione. Pochi mesi dopo vi fu un allestimento anche alla Scala di Milano, aprendo la stagione lirica 1843/44 nel Dicembre 1843. Dopo circa un decennio, perse la sua popolarità e scomparve dalle scene fino alla ripresa, per l'etichetta Opera Rara, al Bloomsbury Theatre di Londra nell'ambito del Festival di Camden il 23 marzo 1983.
Da marzo a maggio 2012, l'opera fu rappresentata allo Stadttheater di Gießen, in Germania.
Nell'agosto 2019,durante il 65º Festival Puccini e per la prima volta in Italia dopo quasi 200 anni, presso la Villa Paolina di Viareggio è stata eseguita una selezione di pezzi dell'opera (interpreti: Katerina Kotsou - Maria, Regina d’Inghilterra; Micaela Sarah D’Alessandro - Clotilde Talbot; Francesco Napoleoni - Riccardo Fenimoore; Luca Bruno - Ernesto Malcolm; Alessandro Ceccarini - Guglielmo Churchill). Al momento il titolo paciniano non è mai stato eseguito per intero e in forma teatrale in Italia da XIX Secolo.

## Interpreti della prima rappresentazione
| Personaggio         | Interprete                 |
| ------------------- | -------------------------- |
| Maria               | Antonietta Marini-Rainieri |
| Riccardo Fenimoore  | Nicola Ivanoff             |
| Clotilde Talbot     | Teresa Merli Clerici       |
| Ernesto Malcolm     | Antonio Superchi           |
| Gualtiero Churchill | Antonio Benciolini         |

Direttore: Pietro Raimondi.

Regista: Alessandro Filangeri di Cutò.

## Trama
Luogo: Londra
Epoca: 1553
Maria I d'Inghilterra è infatuata dell'avventuriero scozzese Riccardo Fenimoore, a cui ha concesso il titolo nobiliare di Lord Talbot, ma egli le è infedele,  poiché si è innamorato di Clotilde, creduta orfana ma in realtà unica figlia sopravvissuta del precedente Conte di Talbot. La giovane è ora fidanzata col popolano Ernesto Malcolm. Gualtiero Churchill, il Gran Cancelliere, per proteggere la regina, le rivela il tradimento di Talbot e le comunica di essere a conoscenza che Clotilde è la vera erede del nome dei Talbot. Maria condanna Fenimoore a morte ma poi se ne pente e ordina a Clotilde di aiutare a liberarlo. Però Churchill, con costernazione della regina, fa in modo che la condanna venga eseguita.

## Struttura musica

### Atto I
- N. 1 - Introduzione e Cavatina di Gualtiero Forza ai remi: giammai più serena - T'ho pur colto, invan sperasti (Coro, Gualtiero)
- N. 2 - Duetto fra Ernesto e Clotilde Altro dal Ciel non chiedo
- N. 3 - Canzone Quando assisa a me d'accanto
- N. 4 - Duetto fra Ernesto e Fenimoore Ciel! Che intesi! E saria vero?
- N. 5 - Duetto fra Ernesto e Gualtiero La vita! Io la detesto (Ernesto, Gualtiero, Coro)

### Atto II
- N. 6 - Coro e Cavatina di Maria Tutto è festa a noi d'intorno - Nel tuo volto accolse il cielo (Maria, Paggio, Coro)
- N. 7 - Duetto fra Maria e Fenimoore Con quel dir, con quell'aspetto
- N. 8 - Duetto fra Maria e Clotilde Tu! e mirar tant'alto osavi?
- N. 9 - Finale II Stolta! dall'Anglo soglio (Maria, Fenimoore, Clotilde, Coro, Ernesto, Gualtiero)

### Atto III
- N. 10 - Introduzione Narrate: or dei colpevoli (Coro)
- N. 11 - Coro Morte, morte all'infame scozzese
- N. 12 - Duetto fra Ernesto e Clotilde Tradirmi tu?... Deh, taci
- N. 13 - Aria di Fenimoore M'amò qual amano gli angeli (Fenimoore, Ufficiale)
- N. 14 - Aria Finale di Maria Ciel quest'amara lacrima (Maria, Coro)

## Discografia
| Anno | Cast: (Maria, Riccardo, Clotilde, Ernesto)              | Direttore, Orchestra e Coro                                   | Etichetta            |
| ---- | ------------------------------------------------------- | ------------------------------------------------------------- | -------------------- |
| 1996 | Nelly Miricioiu, Bruce Ford, Mary Plazas, José Fardilha | David Parry, Philharmonia Orchestra e Geoffrey Mitchell Choir | CD: Opera Rara ORC15 |